# Arrhinactia chaetosa
Arrhinactia chaetosa är en tvåvingeart som först beskrevs av Townsend 1927.  Arrhinactia chaetosa ingår i släktet Arrhinactia och familjen parasitflugor. Inga underarter finns listade.